# Paralelo 64 N
O Paralelo 64 N é um paralelo no 64° grau a norte do plano equatorial terrestre.

## Dimensões
Conforme o sistema geodésico WGS 84, no nível de latitude 64° N, um grau de longitude equivale a 48,93 km; a extensão total do paralelo é portanto 17.616 km, cerca de 43,96 % da extensão do Equador, da qual esse paralelo dista 7.100 km, distando 2.902 km do polo norte.

## Cruzamentos
Começando pelo Meridiano de Greenwich e tomando a direção leste, o paralelo 64° Norte passa sucessivamente por:
| País, território ou mar  | Notas                                 |
| ------------------------ | ------------------------------------- |
| Oceano Atlântico         | Mar da Noruega                        |
| Noruega                  | Nord-Trøndelag                        |
| Suécia                   | Próximo a Uma                         |
| Mar Báltico              | Golfo de Bótnia                       |
| Finlândia                | próximo a Kokkola                     |
| Rússia                   |                                       |
| Mar Branco               | Baía de Onega                         |
| Rússia                   |                                       |
| Oceano Pacífico          | Mar de Bering                         |
| Estados Unidos           | Alasca                                |
| Canadá                   | Yukon Territórios do Noroeste Nunavut |
| Estreito de Roes Welcome |                                       |
| Canadá                   | Ilha Southampton, Nunavut             |
| Canal de Foxe            |                                       |
| Canadá                   | Ilha Mill, Nunavut                    |
| Estreito de Hudson       |                                       |
| Canadá                   | Ilha de Baffin, Nunavut               |
| Oceano Atlântico         | Estreito de Davis, Mar do Labrador    |
| Gronelândia              | próximo a Nuuk                        |
| Oceano Atlântico         |                                       |
| Islândia                 | ao sul de Reikjavik                   |
| Oceano Atlântico         | Mar da Noruega                        |